# Kataoka Tamako

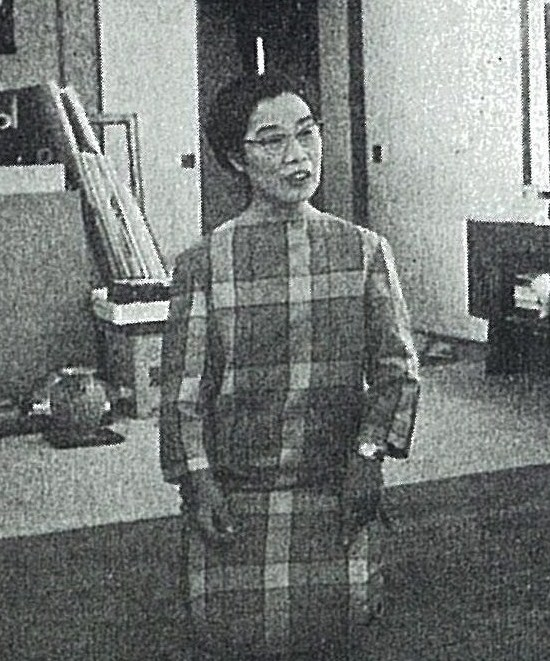
Kataoka Tamako, 1962

Kataoka Tamako (japanisch 片岡 球子; geb. 5. Januar 1905 in Sapporo; gest. 16. Januar 2008) war eine japanische Malerin der Nihonga-Richtung  der Shōwa- und Heisei-Zeit.

## Leben und Werk
Geboren in Sapporo, ging Kataoka Tamako nach Tokio und machte dort ihren Abschluss an der Abteilung für Nihonga der privaten Frauen-Kunstfachschule  (女子美術専門学校, Joshi bijutsu semmon gakkō); heute „Frauenkunsthochschule“ (女子美術大学, Joshi bijutsu daigaku). Danach wurde sie Lehrerin an der Städtischen Grundschule von Ōoka in Yokohama, eine Stellung, die sie bis 1955 hielt.
Kataoka gewann ihre erste Auszeichnung 1930 auf der jährlichen Ausstellung des Nihon Bijutsuin, wurde dann 1939 auch „Freund“ des Bijutsuin. Sie erhielt 1946 den Inten-Preis für ihr Bild „Sommer“ (夏, Natsu) und erhielt weitere Auszeichnungen 1948, 1950 und 1951. 1947 bildete Kataoka sich weiter unter Yasuda Yukihiko, 1952 wurde sie zum Mitglied des Bijutsuin ernannt. 1955 wurde Kataoka Lehrbeauftragte an ihrer Hochschule und dann 1966 Professorin am Präfektur-Kunsthochschule Aichi in Nagakute (Präfektur Aichi).
1960 erhielt Kataoka den Förderpreis des Kultusministers (藝術選奨文部大臣賞, Geijutsu senshō mombu daijin shō), den Großen Preis (文部大臣賞, Mombu-daijin-shō) 1961 und 1974 den Preis der Akademie der Künste. 1986 wurde sie zur Person mit besonderen kulturellen Verdiensten ernannt, 1989 erhielt sie den Kulturorden als dritte Künstlerin nach Uemura Shōen und Ogura Yuki.
Kataoka Tamako schuf durchweg farbenfrohe Bilder, darunter zahlreiche Bilder vom Berg Fuji in dekorativer Art, auch als Lithografien.